# 武汉的轨道交通系统
武汉的轨道交通系统为在湖北省武汉市区域内运行的所有城市轨道交通线路，主要由以下几部分组成：
- 高运量铁路系统，包括武汉地铁[1]和武汉城市圈城际铁路；
- 中低运量铁路系统，包括车都有轨电车、光谷有轨电车和光谷空轨。

## 高运量铁路系统

### 武汉地铁

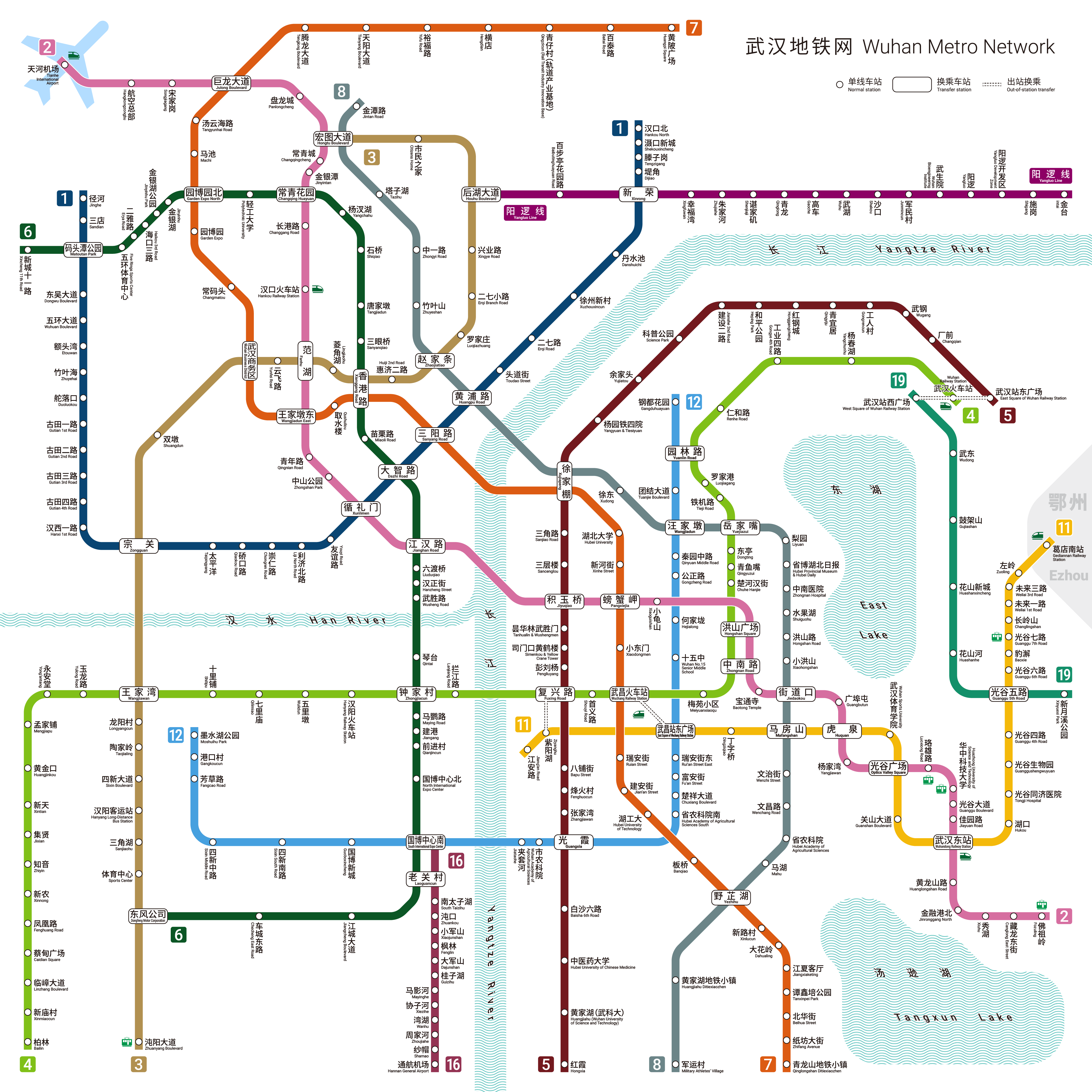
武汉地铁

武汉地铁开通于2004年7月28日，由武汉地铁集团有限公司运营，现运营里程360公里，线路9条，车站总数240座，2019年总客运量为12.23亿人次。其中11号线葛店南站位于鄂州市华容区，是唯一不在武汉辖区的地铁站。
武汉地铁起步价为2元，票为塑料币形制，日常乘坐的乘客多使用武汉通（享受9折优惠），并支持移动支付（扫描微信、支付宝、银联二维码扫描支付，或安卓智能手机的NFC支付）。另发行1日票、3日票、7日票，售价分别为18元、45元、90元。

### 武汉城市圈城际铁路

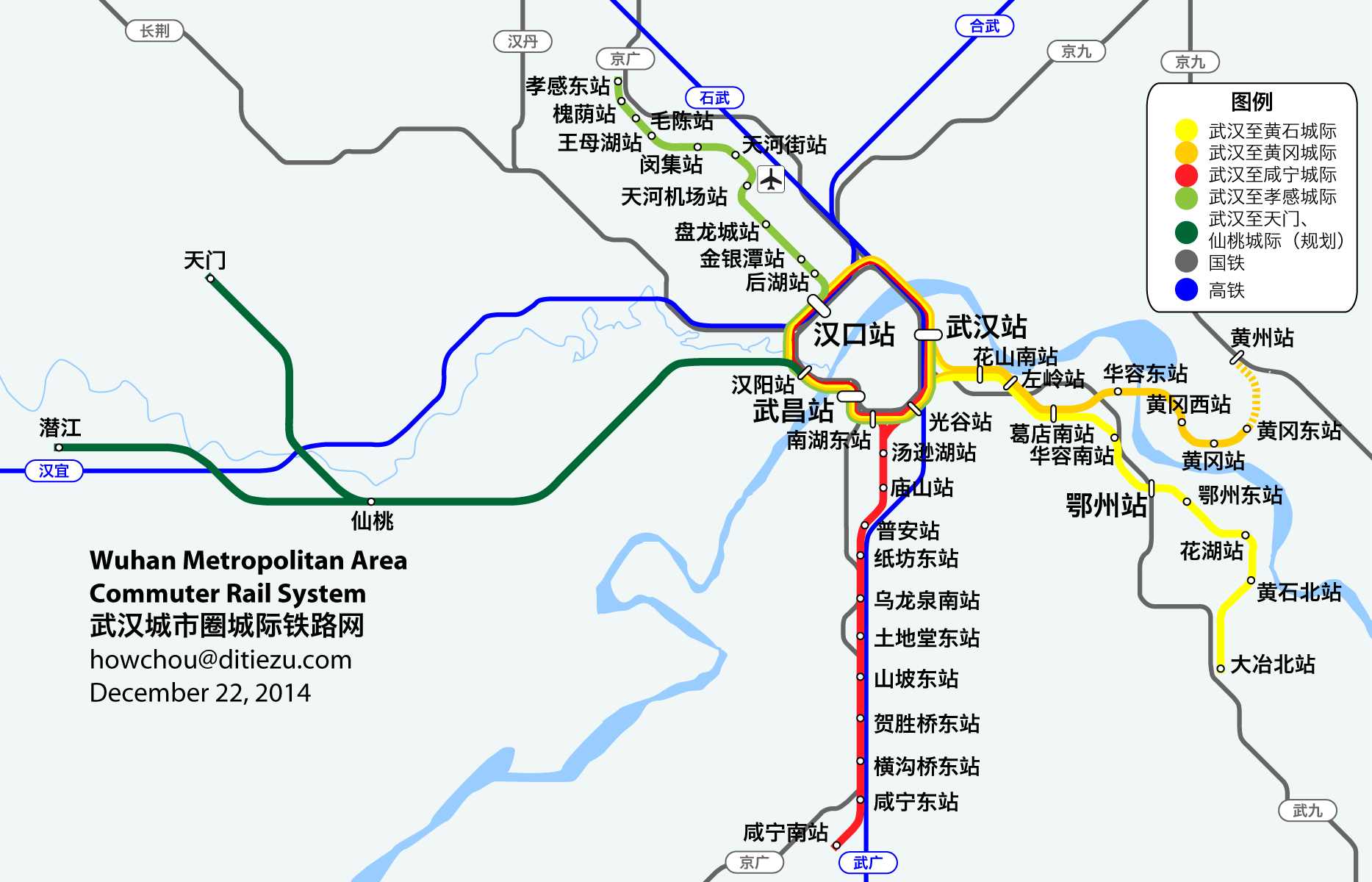
武汉城市圈城际铁路网

武汉城市圈城际铁路包括武咸城际铁路、武石城际铁路、武冈城际铁路和武孝城际铁路四条线路，分别通往武汉城市圈的咸宁、黄石、黄冈、孝感等城市。四条城际铁路中，武咸城际率先于2013年12月28日开通运营，而最晚开通的是武孝城际（2016年12月1日）。武咸城际中有武昌、南湖东、汤逊湖、庙山、普安、纸坊东、乌龙泉南、土地堂东、山坡东等9个车站，武石和武冈城际（在武汉辖区内并线）有武汉、花山南、左岭等3个车站，武孝城际有汉口、天河机场等两个车站位于武汉辖区内，提供通勤服务。武汉城市圈城际铁路由中国铁路武汉局集团运营。

## 中低运量铁路系统

### 车都有轨电车

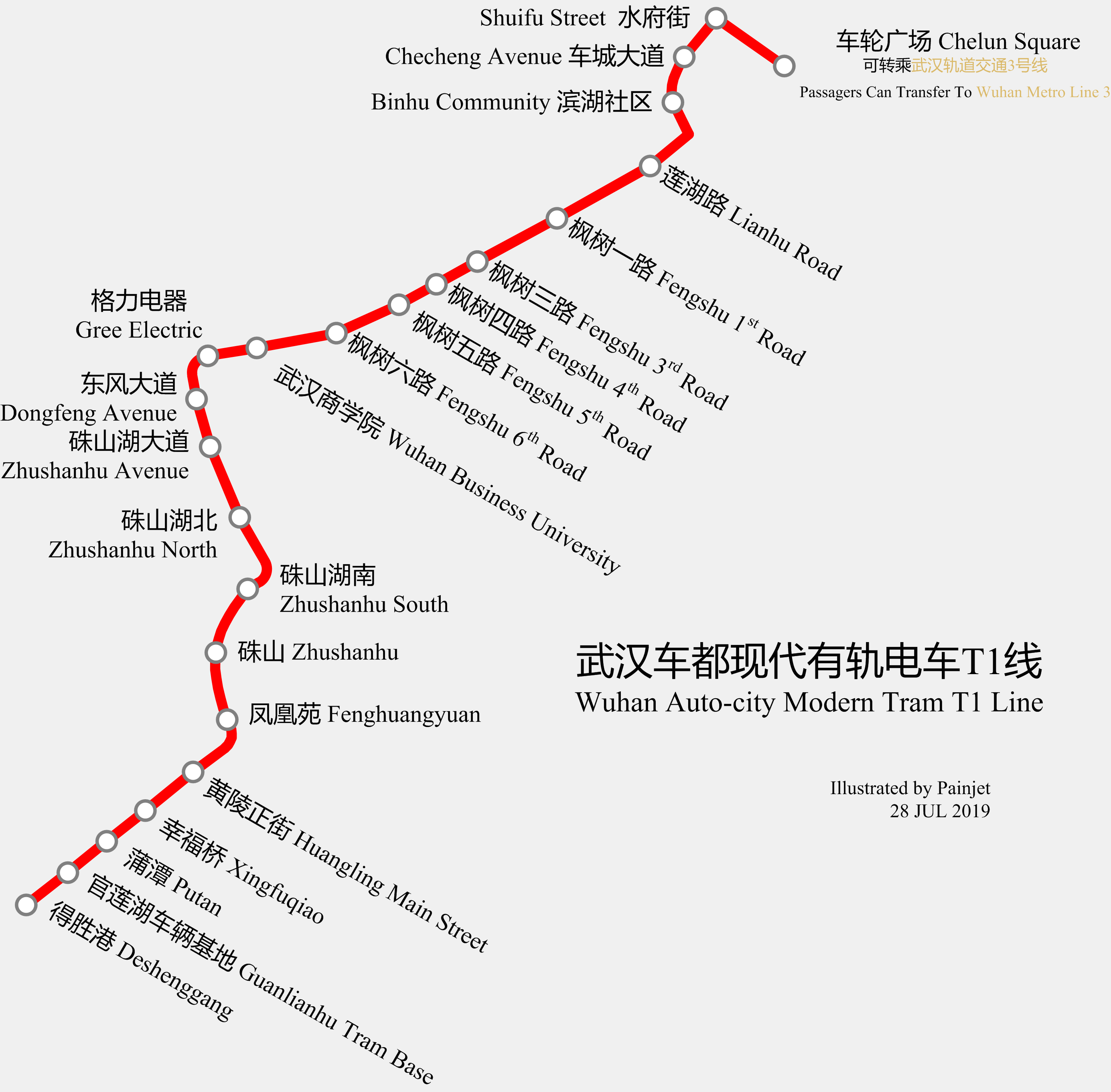
车都有轨电车T1线

车都有轨电车开通于2017年7月28日，有轨电车制式，现有1条运营线路（车都T1线），长度16.8公里，设站22座，由武汉车都轨道交通有限公司运营。可在车轮广场站换乘武汉地铁3号线沌阳大道站，须重新购票，不连续计费。乘客可在上车后投币或刷武汉通购票。

### 光谷有轨电车

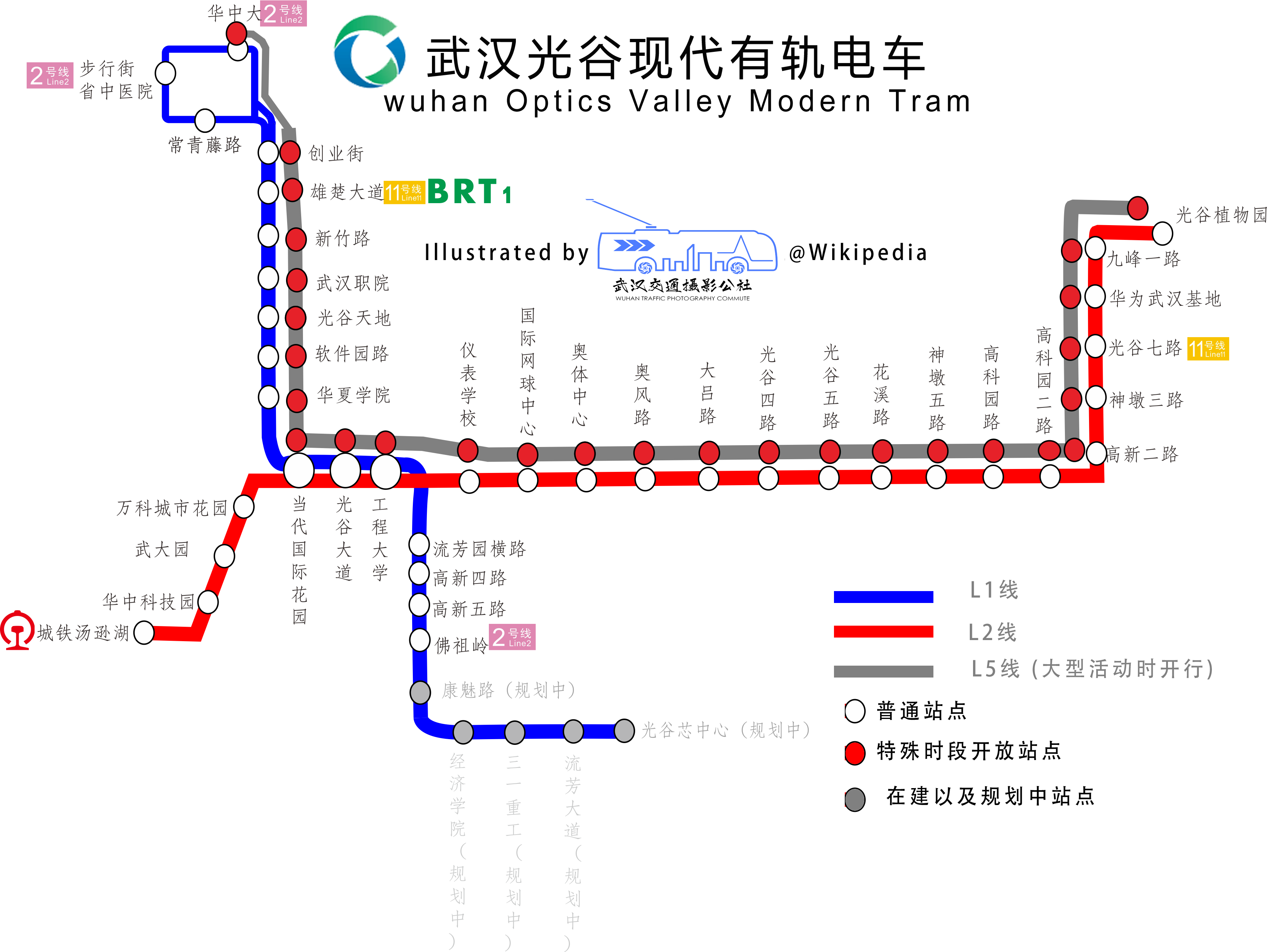
光谷有轨电车线网

光谷有轨电车开通于2018年4月1日，有轨电车制式，分为L1和L2两条线路，总长35公里，由武汉光谷现代有轨电车运营有限公司运营。可在L1线华中大站和佛祖岭站分别换乘武汉地铁2号线华中科技大学站和佛祖岭站，在L2线城铁汤逊湖站和光谷七路站分别换乘武咸城际铁路汤逊湖站和武汉地铁11号线光谷七路站。全程单一票价2元人民币。